# Camairago
Camairago is een frazione en voormalige gemeente in de Italiaanse provincie Lodi (regio Lombardije) en telt 587 inwoners (31-12-2004). De oppervlakte bedraagt 12,9 km², de bevolkingsdichtheid is 49 inwoners per km². De gemeente is op 1 januari 2018 samen met de gemeente Cavacurta samengevoegd tot de nieuwe gemeente Castelgerundo.
De volgende frazioni maakten deel uit van de gemeente: Bosco Valentino en Mulazzana.

## Demografie
Camairago telt ongeveer 222 huishoudens. Het aantal inwoners steeg in de periode 1991-2001 met 14,0% volgens cijfers uit de tienjaarlijkse volkstellingen van ISTAT.
| Jaar | Inwoneraantal |
| ---- | ------------- |
| 1991 | 513           |
| 2001 | 585           |

## Geografie
De voormalige gemeente ligt op ongeveer 53 m boven zeeniveau.
Camairago grensde aan de volgende gemeenten: Formigara (CR), Castiglione d'Adda, Terranova dei Passerini, Pizzighettone (CR), Cavacurta, Codogno.